# Joan London
Joan Elizabeth London, née en 1948 à Perth, est une auteure australienne de nouvelles, de scénarios et de romans.

## Biographie
Joan Elizabeth London est diplômée de l'Université d'Australie-Occidentale où elle étudie le français et l'anglais. Elle enseigne l'anglais et est libraire. Elle vit à Fremantle en Australie.
Joan London publie deux recueils de nouvelles. Le premier, Sister Ships and Other Stories, remporte le prix du livre de l'année de The Age 1986, et le second, Letter to Constantine, remporte, en 1994, le prix Steele Rudd et le Western Australian Premier's Book Award for Fiction. Ils sont publiés ensemble sous le titre The New Dark Age Elle publie également trois romans, Gilgamesh en 2001, The Good Parents en 2008 et The Golden Age en 2014.
Son troisième roman The Golden Age, est traduit et publié en France en 2017 par la maison d'édition Mercure de France sous le titreElsa et Frank.
Elle reçoit le prix Patrick White et le prix littéraire Nita Kibble en 2015.

## Prix et nominations
| Année | Oeuvre                | Prix                                             | Catégorie                         | Résultat      | Ref.  |
| ----- | --------------------- | ------------------------------------------------ | --------------------------------- | ------------- | ----- |
| 1986  | Sister Ships          | <i id="mwRQ">The Age</i> Book of the Year Awards | Book of the Year                  | Lauréat       |       |
| 1986  | Sister Ships          | <i id="mwRQ">The Age</i> Book of the Year Awards | Fiction Book of the Year          | Lauréat       |       |
| 1986  | Sister Ships          | Western Australia Week Literary Award            | —                                 | Lauréat       |       |
| 1994  | Letter to Constantine | Queensland Literary Awards                       | Steele Rudd Award                 | Lauréat       |       |
| 1994  | Letter to Constantine | Western Australian Premier's Book Awards         | Fiction                           | Lauréat       | [ 4 ] |
| 2001  | Gilgamesh             | Western Australian Premier's Book Awards         | Fiction                           | Présélectioné |       |
| 2002  | Gilgamesh             | <i id="mwdw">The Age</i> Book of the Year Awards | Fiction Book of the Year          | Lauréat       |       |
| 2002  | Gilgamesh             | Miles Franklin Award                             | —                                 | Présélectioné |       |
| 2002  | Gilgamesh             | New South Wales Premier's Literary Awards        | Fiction                           | Présélectioné |       |
| 2003  | Gilgamesh             | Tasmania Pacific Rim Region Prize                | —                                 | Présélectioné |       |
| 2004  | Gilgamesh             | Orange Prize for Fiction                         | —                                 | Longlisted    |       |
| 2009  | The Good Parents      | New South Wales Premier's Literary Awards        | Christina Stead Prize for Fiction | Lauréat       |       |
| 2015  | —                     | Patrick White Award                              | —                                 | Lauréat       | [ 5 ] |
| 2015  | The Golden Age        | Miles Franklin Award                             | —                                 | Présélectioné | [ 6 ] |
| 2015  | The Golden Age        | Nita Kibble Literary Award                       | Nita Kibble Literary Award        | Lauréat       |       |
| 2015  | The Golden Age        | Prime Minister's Literary Award                  | —                                 | Lauréat       | [ 7 ] |